# Bosquerola de carpó clar
La bosquerola de carpó clar (Myiothlypis fulvicauda) és un ocell de la família dels parúlids (Parulidae).

## Hàbitat i distribució
Habita la selva pluvial a la llarga de rierols i manglars de les terres baixes al vessant del Carib del centre i est d'Hondures i Nicaragua, ambdues vessants de Costa Rica i Panamà i des de l'oest, centre i sud-est de Colòmbia cap al sud, per l'oest dels Andes, fins al nord-oest del Perú i, fins l'est del Perú, nord de Bolívia i l'extrem oest del Brasil amazònic.